# 3MF
3MF（3D Manufacturing Format）は、3MFコンソーシアムによって開発および公開された3Dファイルフォーマットである。
3MFは、3Dプリントのために設計された、XML記述方式をベースとしたデータフォーマットである。STL形式では表現できない素材や色などの情報を含むことができる。3MFは、中間ファイルフォーマットで従来の3D-CAD分野で競合することを目的としていない。
現在、Autodesk、ダッソー・システムズ、PTC、NetfabbといったCADソフトウェア関連企業が3MFコンソーシアムに参加している。3MFコンソーシアムには他にMicrosoft（OSと3Dモデリングのサポート）、SLM、HPといった企業が参加している。また、マテリアライズ、 3Dシステムズ、シーメンスPLMソフトウェア、 Stratasysなど、3Dプリントおよび積層造形ビジネスの他の主要企業が最近コンソーシアムに加わった。採用を促進する為に、3MFコンソーシアムは3MFファイル形式のC++実装も公開している。

## 特徴
以下は、3MF委員会によって公開された3MFの特徴である。
- 単一ファイル（複数ファイルをZIP格納により単一ファイル化）でのフルカラーとテクスチャのサポート
- 部品データに添付されたサポート構造
- 直接機械準備のための完全なトレイサポート
- Microsoft Windowsでのサムネイル、表示、および印刷
- ビーム格子の効率的な保管
- 複数資料のサポート
- 工業生産向けに設計
- マイクロソフト・オフィスとPaint3Dのに標準で利用可能

## サンプルファイル
以下は、3MFファイル内にZIP格納された長方形の直方体(1×2×3)を記述するシンプルな3MFファイルのXMLファイルである。
```
<?xml version="1.0" encoding="UTF-8"?>

<model
 
unit=
"mm"

       
xml:lang=
"ja-JP"

       
xmlns=
"http://schemas.microsoft.com/3dmanufacturing/core/2015/02"
>

	
<metadata
 
name=
"Copyright"
>

		
Copyright
 
(c)
 
2015
 
3MF
 
Consortium.
 
All
 
rights
 
reserved.

	
</metadata>

	
<resources>

		
<object
 
id=
"1"
 
type=
"model"
>

			
<mesh>

				
<vertices>

		          		
<vertex
 
x=
"0"
 
y=
"0"
 
z=
"0"
 
/>

		          		
<vertex
 
x=
"1"
 
y=
"0"
 
z=
"0"
 
/>

		          		
<vertex
 
x=
"1"
 
y=
"2"
 
z=
"0"
 
/>

		          		
<vertex
 
x=
"0"
 
y=
"2"
 
z=
"0"
 
/>

		     			
<vertex
 
x=
"0"
 
y=
"0"
 
z=
"3"
 
/>

		          		
<vertex
 
x=
"1"
 
y=
"0"
 
z=
"3"
 
/>

		          		
<vertex
 
x=
"1"
 
y=
"2"
 
z=
"3"
 
/>

		          		
<vertex
 
x=
"0"
 
y=
"2"
 
z=
"3"
 
/>

				
</vertices>

				
<triangles>

		          		
<triangle
 
v1=
"3"
 
v2=
"2"
 
v3=
"1"
 
/>

		          		
<triangle
 
v1=
"1"
 
v2=
"0"
 
v3=
"3"
 
/>

		          		
<triangle
 
v1=
"4"
 
v2=
"5"
 
v3=
"6"
 
/>

		          		
<triangle
 
v1=
"6"
 
v2=
"7"
 
v3=
"4"
 
/>

		          		
<triangle
 
v1=
"0"
 
v2=
"1"
 
v3=
"5"
 
/>

		          		
<triangle
 
v1=
"5"
 
v2=
"4"
 
v3=
"0"
 
/>

		          		
<triangle
 
v1=
"1"
 
v2=
"2"
 
v3=
"6"
 
/>

		          		
<triangle
 
v1=
"6"
 
v2=
"5"
 
v3=
"1"
 
/>

		          		
<triangle
 
v1=
"2"
 
v2=
"3"
 
v3=
"7"
 
/>

		          		
<triangle
 
v1=
"7"
 
v2=
"6"
 
v3=
"2"
 
/>

		          		
<triangle
 
v1=
"3"
 
v2=
"0"
 
v3=
"4"
 
/>

		          		
<triangle
 
v1=
"4"
 
v2=
"7"
 
v3=
"3"
 
/>

				
</triangles>

			
</mesh>

		
</object>

	
</resources>

	
<build>

		
<item
 
objectid=
"1"
 
/>

	
</build>

</model>

&lt;
/syntaxhighlight>

```

## 参照
- 3Dプリンター市場
- Open XML Paper Specification
- X3D
- AMF (Additive Manufacturing File Format)[英語版]
- AMF (Additive Manufacturing File Format)[和文版]